# Jerry Louis
Jerry Louis (ur. 12 lutego 1978 w Port Louis) – maurytyjski piłkarz występujący na pozycji pomocnika.

## Kariera klubowa
Louis karierę rozpoczynał w 1999 roku w zespole Olympique de Moka z Barclays League. W 2001 roku zdobył z nim mistrzostwo Mauritiusa. W tym samym roku, a także rok później dotarł z nim do finału Pucharu Mauritiusa. W 2003 roku przeszedł do reuniońskiego Saint-Denis FC. W 2005 roku dotarł z nim do finału Pucharu Reunionu.
W 2007 roku Louis wrócił na Mauritius, gdzie został graczem klubu Curepipe Starlight SC. W 2008 roku zdobył z nim mistrzostwo Mauritiusa, Puchar Mauritiusa oraz Puchar Ligi Maurytyjskiej. W 2009 roku ponownie został mistrzem Mauritiusa.
W 2009 roku Louis odszedł do reuniońskiego Capricorne Saint-Pierre. Grał tam przez 2 sezony. W 2011 roku przeniósł się do innego reuniońskiego zespołu, FC Les Avirons. W 2014 roku grał w Trois-Bassins FC, w którym zakończył karierę.

## Kariera reprezentacyjna
W reprezentacji Mauritiusa Louis zadebiutował 23 stycznia 1999 roku w zremisowanym 1:1 meczu kwalifikacji do Pucharu Narodów Afryki z Południową Afryką. Od 1999 do 2011 roku rozegrał w kadrze narodowej 41 meczów i strzelił 4 gole.